# ゾフィー・ドロテア・フォン・ハノーファー
ゾフィー・ドロテア・フォン・ハノーファー（Sophie Dorothea von Hannover, 1687年3月16日 - 1757年6月28日）は、プロイセン王およびブランデンブルク選帝侯フリードリヒ・ヴィルヘルム1世の妃。ハノーファー選帝侯ゲオルク・ルートヴィヒ（のちのイギリス王ジョージ1世）とその妻ゾフィー・ドロテアの娘。イギリス王ジョージ2世の妹である。

## 生涯
1687年にハノーファーで生まれる。当時、ハノーファー公家はまだ選帝侯の資格もイギリス王位も獲得しておらず、父ゲオルク・ルートヴィヒはハノーファー公子という身分であった。1694年、母ゾフィー・ドロテアが不倫の末、幽閉されるという事件が起きる。1698年、父ゲオルクがハノーファー選帝侯となる。
1706年、プロイセン王フリードリヒ1世の子で、従弟である王太子フリードリヒ・ヴィルヘルムと結婚した。1713年、夫の即位によってプロイセン王妃となった。父ゲオルク・ルートヴィヒがイギリス王ジョージ1世となったのは翌1714年である。
夫フリードリヒ・ヴィルヘルムは父王とは対照的に愛人を持たなかったが、これも両親に似ず文化や芸術に無関心で粗野な無骨者であり、ゾフィー・ドロテアとの仲も決して良好なものではなく、吝嗇で粗野な夫に私生活ぶりまで抑圧された彼女の前半生は息の詰まるものだった。

## 子女
- フリードリヒ・ルートヴィヒ（1707年 - 1708年）
- フリーデリケ・ゾフィー・ヴィルヘルミーネ（1709年 - 1758年） - ブランデンブルク＝バイロイト辺境伯フリードリヒ3世妃
- フリードリヒ・ヴィルヘルム（1710年 - 1711年）
- フリードリヒ（1712年 - 1786年） - プロイセン王フリードリヒ2世・ブランデンブルク選帝侯フリードリヒ4世
- シャルロッテ・アルベルティーネ（1713年 - 1714年）
- フリーデリケ・ルイーゼ（1714年 - 1784年） - ブランデンブルク＝アンスバッハ辺境伯カール・ヴィルヘルム・フリードリヒ妃
- フィリッピーネ・シャルロッテ（1716年 - 1801年） - ブラウンシュヴァイク＝ヴォルフェンビュッテル公カール1世妃、フリードリヒ・ヴィルヘルム2世の最初の妻エリーザベト・クリスティーネの母
- ルートヴィヒ・カール・ヴィルヘルム（1717年 - 1719年）
- ゾフィー・ドロテーア・マリー（1719年 - 1765年） - ブランデンブルク＝シュヴェート辺境伯フリードリヒ・ヴィルヘルム妃
- ルイーゼ・ウルリーケ（1720年 - 1782年） - スウェーデン王アドルフ・フレドリク妃
- アウグスト・ヴィルヘルム（1722年 - 1758年） - プロイセン王フリードリヒ・ヴィルヘルム2世の父
- アンナ・アマーリエ（1723年 - 1787年）
- フリードリヒ・ハインリヒ・ルートヴィヒ（1726年 - 1802年）
- アウグスト・フェルディナント（1730年 - 1813年）

## 系譜
| ゾフィー・ドロテア | 父: ジョージ1世 (イギリス王) | 祖父: エルンスト・アウグスト (ハノーファー選帝侯)                     | 曽祖父: ゲオルク (ブラウンシュヴァイク＝カレンベルク公) |
| ゾフィー・ドロテア | 父: ジョージ1世 (イギリス王) | 祖父: エルンスト・アウグスト (ハノーファー選帝侯)                     | 曽祖母: アンナ・エレオノーレ                            |
| ゾフィー・ドロテア | 父: ジョージ1世 (イギリス王) | 祖母: ゾフィー                                                        | 曽祖父: フリードリヒ5世 (プファルツ選帝侯)              |
| ゾフィー・ドロテア | 父: ジョージ1世 (イギリス王) | 祖母: ゾフィー                                                        | 曽祖母: エリザベス・ステュアート                        |
| ゾフィー・ドロテア | 母: ゾフィー・ドロテア       | 祖父: ゲオルク・ヴィルヘルム (ブラウンシュヴァイク＝リューネブルク公) | 曽祖父: ゲオルク (ブラウンシュヴァイク＝カレンベルク公) |
| ゾフィー・ドロテア | 母: ゾフィー・ドロテア       | 祖父: ゲオルク・ヴィルヘルム (ブラウンシュヴァイク＝リューネブルク公) | 曽祖母: アンナ・エレオノーレ                            |
| ゾフィー・ドロテア | 母: ゾフィー・ドロテア       | 祖母: エレオノール・ドルブリューズ                                    | 曽祖父: アレクサンドル                                  |
| ゾフィー・ドロテア | 母: ゾフィー・ドロテア       | 祖母: エレオノール・ドルブリューズ                                    | 曽祖母: ジャケット                                      |